# 53e cérémonie des Golden Horse Film Festival and Awards
La 53e cérémonie des Golden Horse Film Festival and Awards se déroule le 26 novembre 2016 au Sun Yat-sen Memorial Hall à Taipei, Taïwan. Organisé par le Taipei Golden Horse Film Festival Executive Committee, ces prix récompensent les meilleurs films en  langue chinoise de 2015 et 2016.
Le film The Summer Is Gone de Zhang Dalei remporte le prix du meilleur film.

## Palmarès

### Meilleur film
- The Summer Is Gone de Zhang Dalei
  - Godspeed de Chung Mong-hong
  - Trivisa de Jevons Au, Frank Hui et Vicky Wong
  - I Am Not Madame Bovary de Feng Xiaogang
  - Adieu Mandalay de Midi Z

### Meilleur documentaire
- Le Moulin

### Meilleur réalisateur
- Feng Xiaogang pour I Am Not Madame Bovary
  - Chung Mong-hong pour Godspeed
  - Johnnie To pour Three
  - Derek Tsang pour Soul Mate
  - Midi Z pour Adieu Mandalay

### Meilleur acteur
- Fan Wei pour Mr. No Problem
  - Tony Leung Ka-fai pour Cold War 2
  - Michael Hui pour Godspeed
  - Jacky Cheung pour Heaven in the Dark
  - Kai Ko pour Adieu Mandalay

### Meilleure actrice
- Zhou Dongyu pour Soul Mate
- Ma Sichun pour Soul Mate
  - Tiffany Hsu pour The Tag-Along
  - Fan Bingbing pour I Am Not Madame Bovary
  - Wu Ke-xi pour Adieu Mandalay

### Meilleur acteur dans un second rôle
- Austin Lin pour At Cafe 6

### Meilleure actrice dans un second rôle
- Elaine Jin pour Mad World

### Meilleur nouveau réalisateur
- Wong Chun pour Mad World

### Prix du public
- I Am Not Madame Bovary

### Prix FIPRESCI
- The Summer Is Gone'

### Lifetime Achievement Award
- Chang Yung-hsiang